# Filmový festival Midnight Sun
Filmový festival Midnight Sun (finsky Sodankylän elokuvafestivaalit) je filmový festival, který se každoročně pořádá ve městě Sodankylä ve finském Laponsku, 120 km za polárním kruhem, kde v letních měsících nezapadá slunce. Festival roku 1986 založili Anssi Mänttäri a bratři Aki a Mika Kaurismäki. Ředitelem festivalu je od jeho samého počátku Peter von Bagh.
Festival se obvykle pořádá uprostřed června a trvá pět dní. Základní myšlenkou festivalu je celodenní nepřetržitá projekce filmů bez pompy a byrokracie. Neudílí se zde žádné ceny.
Festival zpravidla navštíví 15 000-20 000 lidí.